# Сакадас
Сакадас, сакади (ісп. sacadas, англ. sakadas) — філіппінські чоловіки, яких Гавайська асоціація цукрових плантаторів ввозила на Гаваї як «кваліфікованих робітників» з 1906 по 1946 роки, здебільшого з регіону Ілокос у Філіппінах.

## Історія
У квітні 1906 року Гавайська асоціація цукрових плантаторів затвердила план набору робочої сили з Філіппін і попросила гавайського юриста Альберта Ф. Джадда представляти її. Перші філіппінські сільськогосподарські робітники прибули на Гаваї в грудні 1906 року з Кандону, провінція Південний Ілокос, на борту SS Doric (1883).

## Подальше читання
- Alcantara, Ruben R. (1981). Sakada: Filipino adaptation in Hawaii. Washington, D.C.: University Press of America. ISBN 0-8191-1579-7.
- Alcantara, Ruben R. (1977). The Filipinos in Hawaii: an annotated bibliography. Honolulu: Social Sciences and Linguistic Institute, University of Hawaii. ISBN 0-8248-0612-3.
- Cariaga, Roman R. (1937). The Filipinos in Hawaii: economic and social conditions 1906-1936. Honolulu: Filipino Public Relations Bureau.
- Hawaii Filipino News Specialty Publications (1981). The Filipinos in Hawaii: the first 75 years, 1906-1981 : a commemorative book. Honolulu: Hawaii Filipino News Specialty Publications. ISBN 0-9606336-0-X.